# Eurik
Eurik, Evarik ili Ervig I. (415. – 484.), bio je vizigotski kralj od 466. godine do svoje smrti. Mlađi je brat Teodorika II., vizigotskog kralja kojeg je ubio i preuzeo prijestolje Vizigotske Kraljevine sa sjedištem u Toulouseu.
Naslijedio je veliki dio vizigotskih posjeda u Akvitaniji, području Galije koje se nalazilo pod vizigotskom kontrolom od 415. godine. Desetljećima su se Vizigoti postupno širili na račun oslabljenog Rimskog Carstva, i polako su sve više prodirali unutar Hispanije.
Kada je postao kralj, Eurik je prvo pobijedio nekoliko drugih vizigotskih kraljeva i plemenskih vođa u građanskom ratu, da bi nakon toga postao prvi vladar ujedinjenog vizigotskog naroda. Iskrostivši probleme Rimskog Carstva, proširio je Vizigotsko kraljevstvo na veliki dio Hispanije, potiskujući Suebe na sjeverozapad Iberijskog poluotoka. Do propasti Zapadnog Rimskog Carstva, Eurik je već kontrolirao cijeli Iberijski poluotok.
Godine 470. Eurik je uspješno odbio invaziju Kelta i proširio svoja područja na sjever. Prethodni vizigotski kraljevi su službeno bili samo legati rimskog cara, ali Eurik je bio prvi vizigotski kralj koji je proglasio potpunu neovisnost o Rimu. Godine 475. Eurik je natjerao zapadnog cara Julija Nepota priznavanje potpune neovisnosti u zamjenu za galsku oblast Provansu. Rimski građani Hispanije su tada priznali Eurika za svog kralja. Iste godine, Clermont-Ferrand se predao nakon duge vizigotske opsade, a biskup grada, Sidonije Apolinar, molio je za mir. Eurik je podijelio Zapadno Rimsko Carstvo s Odoakarom.
Eurik je bio jedan od učenijih vizigotskih kraljeva, i bio je prvi German koji je formalno skupio zakone svog naroda u jedan kodeks. Eurikov kodeks iz 471. godine ovjekovečio je tradicionalne zakone Vizigota koji su se do tada samo prenosili usmenom predajom.
Nakon Eurikove smrti 484. godine, Vizigotsko kraljevstvo je obuhvaćalo cijeli Iberijski poluotok (osim današnje Galicije gdje su vladali Suebi) i više od dvije trećine današnje Francuske. Edward Gibbon, u 38. poglavlju svoje "Povijesti opadanja i propasti Rimskog Carstva", kaže da Francuska svoju veličinu treba zahvaliti preranoj Eurikovoj smrti dok je njegov sin Alarik II. bio još dijete, a njegov protivnik Klodvig I. ambiciozni mladi franački kralj.

## Vanjske poveznice
- Edward Gibbon, History of the Decline and Fall of the Roman Empire  Arhivirana inačica izvorne stranice od 21. srpnja 2005. (Wayback Machine) Poglavlje 37
- Edward Gibbon, History of the Decline and Fall of the Roman Empire  Arhivirana inačica izvorne stranice od 17. kolovoza 2004. (Wayback Machine) Poglavlje 38